# Seznam republikánských stran
Seznam republikánských stran uvádí politické strany, u nichž je společným ideologickým rysem republikanismus, tedy prosazování republiky jako nejvhodnější formy vlády.
Kromě republikánských stran působících mezi lety 1918–1992 v Československu nebo od roku 1993 v Česku jsou uvedeny i některé republikánské strany působící v jiných zemích.

## Republikánské strany v Československu a v Česku
- Republikánská strana zemědělského a malorolnického lidu – tzv. Agrární strana (1899–1938)
- Sdružení pro republiku – Republikánská strana Československa (1989–2013)
- Republikánská unie (1990–2008)
- Republikánská strana zemědělského a malorolnického lidu (1990) (od roku 1990, v roce 2022 NSS pozastavil činnost strany)
- Sdružení pro republiku – Republikánská strana Československa Miroslava Sládka (od roku 2016)
- Sdružení pro republiku – Republikánská strana Čech, Moravy a Slezska (2019–dosud)
- Republikáni (zrušeni)
- Vlastenecká republikánská strana

## Seznam republikánských stran ve světě

### Abcházie
- Apsny – republikánská liberální strana přetvořena ze sociálního hnutí v roce 2001. Od roku 2005 sloučena s jinými stranami do většího celku, od roku 2016 opět samostatná

### Albánie
- Republikánská strana Albánie – strana národně konzervativní orientace

### Arménie
- Republikánská strana Arménie – strana národně konzervativní orientace

### Estonsko
- Republikánská strana

### Spojené státy americké
- Demokraticko-republikánská strana – politická strana existující od roku 1792 do roku 1824
- Americká republikánská strana – minoritní strana vzniklá roku 1843
- Národní republikánská strana – strana existující v rozmezí let 1825–1833
- Republikánská strana – jedna ze dvou největších současných amerických stran; celoamerickou stranou se stala v roce 1856

### Irsko
- Fianna Fáil – Republikánská strana – centristická politická strana vzniklá roku 1926

### Itálie
- Italská republikánská strana (PRI) – sociálně liberální strana vzniklá v roce 1895
- Hnutí evropských republikánů – středolevicová strana, která vznikla v roce 2001 odchodem levého křídla PRI ze strany